# (6176) Horrigan
(6176) Horrigan est un astéroïde de la ceinture principale.

## Description
(6176) Horrigan est un astéroïde de la ceinture principale. Il fut découvert le 16 janvier 1985 à l'Observatoire Kleť par Zdeňka Vávrová. Il présente une orbite caractérisée par un demi-grand axe de 2,25 UA, une excentricité de 0,15 et une inclinaison de 5,7° par rapport à l'écliptique.

## Compléments